# کلینتون، انتاریو
کلینتون، انتاریو (انگلیسی: Clinton, Ontario) ناحیه‌ای مسکونی در استان انتاریوی کاناداست که در هورون مرکزی واقع شده‌است و در سال ۱۸۳۱ بنا شد. این منطقهٔ مسکونی امروزه ۳۲۰۳ نفر جمعیت دارد.
کلینتون را به‌عنوان مرکز رادار کانادا می‌شناسند و یک آنتن بزرگ رادار در مرکز شهری آن موجود است.